# Большое Лебяжье (озеро, Карелия)
Большое Лебяжье — пресноводное озеро на Кривецкого сельского поселения Пудожского района Республики Карелии и Печниковского сельского поселения Каргопольского района Архангельской области.

## Общие сведения
Площадь озера — 1,3 км². Располагается на высоте 163,8 метров над уровнем моря.
Форма озера продолговатая: оно почти на два километра вытянуто с юго-запада на северо-восток. Берега изрезанные, каменисто-песчаные, преимущественно возвышенные.
Из юго-западной оконечности озера вытекает безымянный водоток, впадающий с правого берега в реку Хабаньзю, которая, в свою очередь, впадает в Хабозеро. Сток из Хабозера осуществляется через протоку без названия, впадающую в Колодозеро, из которого берёт начало река Виксеньга. Виксеньга впадает в реку Колоду, которая является притоком реки Водлы, впадающей в Онежское озеро.
В озере более десяти безымянных островов различной площади, рассредоточенных по всей площади водоёма.
Населённые пункты и автодороги вблизи водоёма отсутствуют.
Код объекта в государственном водном реестре — 01040100411102000019441.